# Gewoon kroeskopje
Het gewoon kroeskopje (Nemapogon cloacella) is een vlinder uit de familie echte motten (Tineidae). De wetenschappelijke naam is voor het eerst geldig gepubliceerd in 1828 door Haworth.
De soort komt voor in Europa.